# Культура Чанбінь
Культу́ра Чанбі́нь (кит. 長濱文化, піньїн Chángbīn, анг. Changpinian) — одна із найдавніших археологічних культур, виявлених на Тайвані. Належить до палеолітичних культур. Археологічна пам'ятка печери Басянь є найбільшою стоянкою, вік якої складає 28—13 тис. рр. до н. е.

## Відкриття
Культуру Чанбінь вперше було виявлена в 1969 році в печері Басянь. Професор Лі Цзі, тодішній директор Інституту історії та філології Академії Сініка, назвав культуру на честь місця розташування «Чанбінь» на основі загального правила археологічної номенклатури.

## Історія досліджень
У 1991 році, ґрунтуючись на результатахрадіоізотопного датування печер Чаоїнь і Цяньюань та на даних щодо висоти над рівнем моря, Сун Веньсюнь оцінив, що найдревнішим часом існування культури Чанбінь є приблизно 28—18 тис. рр. до н. е., а найпізнішими — 5 тис. р. до н. е..
З 2008 по 2015 роки Зань Чженхуа та інші вчені провели дослідження на археологічній ділянці Баксіандун. У 2016 році вони проаналізували 40 результатів радіовуглецевого датування з палеолітичних шарів докерамічної культури археологічної ділянки Баксіандун. Було повторно уточнено, що період палеоліту докерамічної культури на Тайвані тривав протягом 28—13 тис. рр. до н. е., а припинила вона своє існування в діапазоні від 4 тис. р. до н. е. до 2,8 тис. р. до н. е. Між періодом кінця палеоліту та припинення існування докерамічної культури різниця складає близько 9 тис. років. Також було підтверджено відмінності, виявлених культурних явищ. У докерамічну епоху було знайдено більше тонких кам'яних знарядь, велика кількість яких з кістяного рогу, також були виявлені з полірованими лезами та багато риболовецьких та мисливських знарядь. Тому, судячи з віку та культурних особливостей, палеолітичний та докерамічний періоди не можна віднести до суцільної культури. Виходячи з цього, нижню вікову межу культури Чанбінь в епоху палеоліту встановлено приблизно на 13 тис. р. до н. е. Пізніше, базуючись на результатах радіовуглецевого датування печери Чаоїнь, Сун Веньсюнь встановив нижню межу існування культури Чанбінь, 3 тис. р. до н. е. Тобто пізніше, ніж було визначено.
Щоб уникнути плутанини в назвах археологічних культур між культурою Чанбінь та докерамічною культурою, також відомою як «безперервна культура пізнього палеоліту», Цзан Чженьхуа останю запропонував перейменувати в «Печерну культуру Чаоїнь», оскільки печера Чаоїнь була першим місцем, де докерамічна культура була виявлена.

## Економічне життя населення
Люди культури Чанбінь були в основному первіснообщинним суспільством, яке займалося риболовством, полюванням і збиральництвом. На основі археологічних знахідок науковці припускають, що населення цього поселення було невеликим і жили вони переважно в печерах біля моря та в тіні гір. Найкраще збериглися зі всіх знахідок це кам'яні знаряддя. У той час люди збирали гравій на річці чи на пляжах та пробивали його з одного боку, щоб зробити знаряддя з сердечниками або знаряддя з кам'яних лусочок.
Серед населення цієї культури не використовувався гончарний круг та не практикувалося ведення сільського господарства або розведення домашньої худоби. Найпоширенішим методом отримання їжі було мисливство на тварин і гризунів, збирання ягід та інших рослин, дещо менше використовували дари моря.
До території розселення представників культури Чанбінь на Тайвані відноситься в основному південно-східне узбережжя, наприклад Чанбінь у Тайдуні та Хенчунь у Піньтуні. Окрім печери Басянь відома морська печера Сяома, як місце можливого проживання людей культури Чанбінь.

### Технологія виготовлення знарядь
Кам'яні знаряддя культури Чанбінь виготовлені з гравію, обробленого з одного боку, що нагадує ніж або інструмент для відколювання каменю. На основі вивчення знайдених кам'яних знарядь Цзан Чженьхуа та інші вчені припустили, що жителі культури Чанбінь, можливо, використовували методику розбиття, а потім — виготовлення «різаків».

## Походження
Епоха культури Чанбінь припадає на останній льодовиковий період пізнього плейстоцену, коли океани у східному та південно-східному Китаї перетворилися на сушу, а рівень моря знизився. Однією з гіпотез походження культури є північна теорія. Згідно з нею вчені припускають, що населення подорожувало по континенту, поки не прийшло до Фуцзяня, а потім по суші уже на південь до Тайваню. Професор Сун Веньсюнь підтримує цю гіпотезу і вважає, що культура Чанбінь могла поширитися з Південного Китаю.
За іншою гіпотезою вчені припускають, що тогочасні люди почали рух з Африки приблизно 85 000 років тому. Через 55 000 років вони досягнули Борнео, Філіппін, Рюкю, Тайвань, Фуцзянь та навіть Японію. Вивчаючи палеолітичні стоянки віком близько 40 000 років, Занг Чженьхуа вважав, що не можна ігнорувати теорію походження з Південно-Східної Азії, згідно з якою культура Чанбінь рухалася на північ з Південно-Східної Азії морськими шляхами вздовж берегової лінії.